# Vĩnh Giang
Vĩnh Giang là một xã cũ thuộc huyện Vĩnh Linh, tỉnh Quảng Trị, Việt Nam.
Xã Vĩnh Giang có diện tích 9,27 km², dân số năm 1999 là 5017 người, mật độ dân số đạt 541 người/km².

## Lịch sử
Ngày 16 tháng 6 năm 2025, Ủy ban Thường vụ Quốc hội ban hành Nghị quyết số 1680/NQ-UBTVQH15 về việc sắp xếp các đơn vị hành chính cấp xã của tỉnh Quảng Trị năm 2025. Theo đó, sắp xếp toàn bộ diện tích tự nhiên, quy mô dân số của các thị trấn Cửa Tùng, xã Vĩnh Giang, xã Hiền Thành, xã Kim Thạch thành xã mới có tên gọi là xã Cửa Tùng.

## Hành chính
Xã Vĩnh Giang được chia thành 7 thôn: Di Loan, Cổ Mỹ, Tân An, Tân Mỹ, Tân Trại, Tân Trại 2, Tùng Luật.